# Taekwondo en los Juegos Panafricanos de 1991
El torneo de taekwondo en los Juegos Panafricanos de 1991 se realizó en El Cairo (Egipto) entre el 20 de septiembre y el 1 de octubre. En total se disputaron en este deporte ocho pruebas diferentes, todas ellas en la categoría masculina.

## Resultados

### Masculino
| Evento | Oro                           | Plata                                | Bronce                                                     |
| ------ | ----------------------------- | ------------------------------------ | ---------------------------------------------------------- |
| –50 kg | Charles Hanson-Adu Ghana      | Stephen Juba Kenia                   | Naha Kolisang Lesoto Sadiq Mohamed Nigeria                 |
| –54 kg | Mahmud Shalabi · Egipto       | Emmanuel Ogu Nigeria                 | Innocent Mthembu Suazilandia Assane Ndiaye Costa de Marfil |
| –58 kg | Jaled El-Henawi · Egipto      | Tokoloho Thetsane Lesoto             | Meftah Azirgni Libia Hubert Ouedraogo Burkina Faso         |
| –64 kg | Alaa Ismail Abulazm · Egipto  | Bashir Asifau Libia                  | Buda Adamu Nigeria Molise Tau Lesoto                       |
| –70 kg | Sherif Abdelgafar · Egipto    | Titisi Mochochoko Lesoto             | James Jackson Nigeria Tiandama Coulidaity Burkina Faso     |
| –76 kg | Mohamed Ramin Mojtar · Egipto | Patrice Remarck Costa de Marfil      | Faustin Makokha Kenia Samuel Tito Mensah Ghana             |
| –83 kg | Yahia Rashwan · Egipto        | Brekou Charles Bayou Costa de Marfil | Charles Kamau Kenia Teboho Mzini Lesoto                    |
| +83 kg | Emmanuel Oghenejobo Nigeria   | Alex Daroche Ghana                   | Pashid Nulkuri · Kenia · Amr Jairy · Egipto                |

## Medallero
| Núm. | País            | Oro | Plata | Bronce | Total |
| ---- | --------------- | --- | ----- | ------ | ----- |
| 1    | Egipto          | 6   | 0     | 1      | 7     |
| 2    | Nigeria         | 1   | 1     | 3      | 5     |
| 3    | Ghana           | 1   | 1     | 1      | 3     |
| 4    | Lesoto          | 0   | 2     | 3      | 5     |
| 5    | Costa de Marfil | 0   | 2     | 1      | 3     |
| 6    | Kenia           | 0   | 1     | 3      | 4     |
| 7    | Libia           | 0   | 1     | 1      | 2     |
| 8    | Burkina Faso    | 0   | 0     | 2      | 2     |
| 9    | Suazilandia     | 0   | 0     | 1      | 1     |
|      | TOTAL           | 8   | 8     | 16     | 32    |